# Josina Carolina van Lynden
Josina Carolina van Lynden (Elst, gedoopt 24 januari 1717 – Amsterdam, 6 oktober 1791) was een Nederlands filosoof. Zij was de eerste Nederlandse vrouw die een boek schreef over logica.
Josina Carolina van Lynden was waarschijnlijk de jongste dochter van Heilwig van Lynden en Dirk van Lynden van de Parck (kanunnik van de Dom in Utrecht, later gouverneur en opperhofmeester van Willem IV). Ze werd eind 1716 of begin 1717 geboren en op 24 januari 1717 gedoopt in de gereformeerde kerk van Elst. Van Lynden groeide op in huize De Parck in Elst. Haar beide ouders overleden in 1735. Op drieëntwintigjarige leeftijd wilde van Lynden trouwen met de predikant Adriaan Buurt. Haar familieleden vonden het voorgenomen huwelijk tussen de adellijke van Lynden en de niet-adellijke predikant ongepast en wierpen zich op als haar voogden. Ze verboden haar huwelijk totdat van Lynden (op 25-jarige leeftijd) meerderjarig zou zijn. Van Lynden schreef zelfs een brief aan de Staten van Gelre om deze beslissing aan te vechten. Buurt en van Lynden trouwden op 1 juli 1742 in Rotterdam.
Het echtpaar verhuisde naar Ooltgensplaat waar van Lynden privé-catechisatie gaf aan jonge adellijke meisjes. Samen met haar man verdiepte ze zich ook in de filosofie. In 1770 schreef van Lynden Logica of Redenkunde, voor zover bekend het eerste werk over logica geschreven door een Nederlandse vrouw. Tussen 1775 en 1786 hield van Lynden zich ook bezig met het bewerken van werken van Buurt. Ze maakte een verkorte versie van Beschouwende godgeleerdheid uit 1766. Ze herschreef dit boek in vraag-en-antwoordvorm. Met hetzelfde boek als basis schreef van Lynden in 1776 Ontleedende tafelen der beschouwende godgeleerdheid van Adriaan Buurt. Onder haar redactie verschenen in 1778 twee van Buurts psalmverklaringen. Na Buurts dood in 1781 publiceerde van Lynden Vervolg der daadelyke godgeleerdheid van Adriaan Buurt.
Josina Carolina van Lynden overleed op 6 oktober 1791. Ze werd op 12 oktober bijgezet in het graf van haar echtgenoot in de Nieuwe Kerk in Amsterdam.
- Biografisch Portaal: 18994669
- International Standard Name Identifier: 0000 0003 9614 0579
- Library of Congress Control Number: no2018120286
- Nederlandse Thesaurus van Auteursnamen: 086401319
- Virtual International Authority File: 291010878
- WorldCat: E39PBJqVXMVqHwj6WVVvRtGfv3